# Damalerimuthur
Damalerimuthur es una ciudad censal situada en el distrito de Vellore en el estado de Tamil Nadu (India). Su población es de 5250 habitantes (2011).

## Demografía
Según el censo de 2011 la población de Damalerimuthur era de 5250 habitantes, de los cuales 2594 eran hombres y 2656 eran mujeres. Damalerimuthur tiene una tasa media de alfabetización del 71,98%, superior a la media estatal del 80,09%: la alfabetización masculina es del 82 05%, y la alfabetización femenina del 62,12%.